# Albanees basketbalteam (mannen)
Het Albanees nationaal basketbalteam is een team van basketballers dat Albanië vertegenwoordigt in internationale wedstrijden. 
Het land heeft in totaal aan twee grote internationale basketbaltoernooien meegedaan. In 1947 kwalificeerde Albanië zich voor Eurobasket 1947. Hierin verloren de Albanezen alle zes de wedstrijden, waarmee het veertiende en laatste werd van de vijfde editie van Eurobasket. Albanië speelde wedstrijden tegen Egypte (104-19), België (114-11), Italië (60-15), Roemenië (73-19), Oostenrijk (44-27) en Joegoslavië (90-13). In dat toernooi werden recordzeges geboekt op het Albanees nationaal basketbalteam.
Tien jaar later, in 1957, verging het Albanië tijdens Eurobasket 1957 niet beter af dan in 1947. Ditmaal verloren de Albanezen tien wedstrijden en werd men weer laatste van de tiende editie van Eurobasket. Albanië verloor in 1957 van Joegoslavië (89-57), Tsjechoslowakije (71-37), Schotland (65-42 en 69-56), West-Duitsland (72-43), Finland (91-42), Italië (82-42), Turkije (97-64), Oostenrijk (58-45) en België (90-48).
Albanië heeft zich sinds 1957 niet meer kunnen kwalificeren voor Eurobasket en het land heeft nooit deelgenomen aan het Wereldkampioenschap basketbal en Olympische Zomerspelen (onderdeel basketbal).

## Albanië tijdens internationale toernooien
| Jaar | Olympische Spelen | Wereldkampioenschap | EuroBasket    |
| ---- | ----------------- | ------------------- | ------------- |
| 1935 |                   |                     | geen deelname |
| 1936 | geen deelname     |                     |               |
| 1937 |                   |                     | geen deelname |
| 1939 |                   |                     | geen deelname |
| 1946 |                   |                     | geen deelname |
| 1947 |                   |                     | 14e EK 1947   |
| 1948 | geen deelname     |                     |               |
| 1949 |                   |                     | geen deelname |
| 1950 |                   | geen deelname       |               |
| 1951 |                   |                     | geen deelname |
| 1952 | geen deelname     |                     |               |
| 1953 |                   |                     | geen deelname |
| 1954 |                   | geen deelname       |               |
| 1955 |                   |                     | geen deelname |
| 1956 | geen deelname     |                     |               |
| 1957 |                   |                     | 16e EK 1957   |
| 1959 |                   | geen deelname       | geen deelname |
| 1960 | geen deelname     |                     |               |
| 1961 |                   |                     | geen deelname |
| 1963 |                   | geen deelname       | geen deelname |
| 1964 | geen deelname     |                     |               |
| 1965 |                   |                     | geen deelname |
| 1967 |                   | geen deelname       | geen deelname |
| 1968 | geen deelname     |                     |               |
| 1969 |                   |                     | geen deelname |
| 1970 |                   | geen deelname       |               |
| 1971 |                   |                     | geen deelname |
| 1972 | geen deelname     |                     |               |
| 1973 |                   |                     | geen deelname |
| 1974 |                   | geen deelname       |               |
| 1975 |                   |                     | geen deelname |
| 1976 | geen deelname     |                     |               |
| 1977 |                   |                     | geen deelname |
| 1978 |                   | geen deelname       |               |
| 1979 |                   |                     | geen deelname |
| 1980 | geen deelname     |                     |               |
| 1981 |                   |                     | geen deelname |
| 1982 |                   | geen deelname       |               |
| 1983 |                   |                     | geen deelname |
| 1984 | geen deelname     |                     |               |
| 1985 |                   |                     | geen deelname |
| 1986 |                   | geen deelname       |               |
| 1987 |                   |                     | geen deelname |
| 1988 | geen deelname     |                     |               |
| 1989 |                   |                     | geen deelname |
| 1990 |                   | geen deelname       |               |
| 1991 |                   |                     | geen deelname |
| 1992 | geen deelname     |                     |               |
| 1993 |                   |                     | geen deelname |
| 1994 |                   | geen deelname       |               |
| 1995 |                   |                     | geen deelname |
| 1996 | geen deelname     |                     |               |
| 1997 |                   |                     | geen deelname |
| 1998 |                   | geen deelname       |               |
| 1999 |                   |                     | geen deelname |
| 2000 | geen deelname     |                     |               |
| 2001 |                   |                     | geen deelname |
| 2002 |                   | geen deelname       |               |
| 2003 |                   |                     | geen deelname |
| 2004 | geen deelname     |                     |               |
| 2005 |                   |                     | geen deelname |
| 2006 |                   | geen deelname       |               |
| 2007 |                   |                     | geen deelname |
| 2008 | geen deelname     |                     |               |
| 2009 |                   |                     | geen deelname |
| 2010 |                   | geen deelname       |               |
| 2011 |                   |                     | geen deelname |
| 2012 | geen deelname     |                     |               |
| 2013 |                   |                     | geen deelname |
| 2014 |                   | geen deelname       |               |
| 2015 |                   |                     | geen deelname |
| 2016 | geen deelname     |                     |               |
| 2017 |                   |                     | geen deelname |
| 2019 |                   | geen deelname       |               |
| 2020 | geen deelname     |                     |               |
| 2022 |                   |                     | geen deelname |
| 2023 |                   | geen deelname       |               |
| 2024 | geen deelname     |                     |               |